# Manel Palahí Fàbregas
Manel Palahí Fàbregas (Girona, 1945) és un psicòleg, escultor i escriptor.
Tot jugant amb les formes quotidianes, Palahí expressa a través de les seves obres la seva visió del món i de l'humà, el significat ocult que, amb el pas del temps, es desplega i desperta un nou entendre. Els materials utilitzats per desgranar aquest llenguatge són diversos: ferro, bronze, fusta, metacrilat, alabastre, etc., amb influències directes de l'arte povera i els ready-made. Algunes de les seves obres es conserven al Museu d'Art de Girona, altres s'exposen de forma permanent al Parc Art (Cassà de la Selva), i des de finals de 2014 a l'Auditori de Girona.
En un altre registre, Manel Palahí ha escrit nombroses poesies conceptuals i intimistes, que desgranen la seva visió d'entorns quotidians, d'emocions recurrents.